# Arrondissement Cosne-Cours-sur-Loire
Arrondissement Cosne-Cours-sur-Loire (fr. Arrondissement de Cosne-Cours-sur-Loire) je správní územní jednotka ležící v departementu Nièvre a regionu Burgundsko ve Francii. Člení se dále na sedm kantonů a 64 obce.

## Kantony
- La Charité-sur-Loire
- Cosne-Cours-sur-Loire-Nord
- Cosne-Cours-sur-Loire-Sud
- Donzy
- Pouilly-sur-Loire
- Prémery
- Saint-Amand-en-Puisaye